# Rauno Miettinen
Rauno Miettinen (n. 25 mai 1949, Kuopio, Finlanda) este un săritor cu schiurile ce a reprezentat Finlanda, medaliat olimpic. A participat la 3 ediții ale Jocurilor Olimpice (1972, 1976, 1984) în care a câștigat o medalie de argint.